# Batalla de Cervera
La batalla de Cervera va ser un episodi militar de la Guerra del Francès.

## Antecedents
Després que l'exèrcit de Catalunya fos gairebé destruït als setges de Tarragona i Figueres durant els mesos de juliol i agost de 1811, Luis de Lacy y Gautier substituí Luis González-Torres de Navarra y Castro, marquès de Campoverde com a Capità general de Catalunya. El mariscal Louis Gabriel Suchet va donar un altre cop contra els catalans quan les seves tropes van apoderar-se de la base del miquelet a la batalla de Montserrat el 25 de juliol de 1811.
Lacy, impopular però vigorós va reorganitzar l'exèrcit de 8.000 homes a Catalunya en tres febles divisions sota els generals Eroles, Sarsfield i Francisco Milans del Bosch. Amb l'ajuda de la Royal Navy, Lacy va prendre les illes Medes el 12 de setembre.

## Batalla
El 4 d'octubre de 1811, les forces de Lacy van capturar 200 homes de les tropes imperials a Igualada a la carretera entre Barcelona i Lleida. Continuant cap a l'oest, el dia 10 la columna espanyola va atacar a prop de Cervera sense èxit una columna francesa que venia de Lleida amb 400 a 500 infants. Els francesos es van retirar a Tàrrega, on es van unir a la guarnició, i els espanyols van tornar a Cervera. Lacy va desbordar la guarnició de Cervera, que s'havia atrinxerat a la Universitat l'11 d'octubre, i va prendre 645 presos més. Finalment, el dia 14 els espanyols van agafar 178 captius més a Bellpuig.

## Conseqüències
Després d'aquestes derrotes, els francesos van evacuar el Monestir de Montserrat a Montserrat. Amb Catalunya en poder de Napoleó, la campanya es va dirigir a reprendre Terol, que havia caigut en mans dels insurgents durant el setge de Tarragona, i el País Valencià. Sagunt va caure el 25 d'octubre de 1811 i València el 14 de gener de 1812.
El màxim desplegament francès a la península durà fins a mitjan 1812, i la retirada d'efectius amb destinació a la campanya de Rússia va ser aprofitada pels aliats per reprendre la iniciativa a partir de la seva victòria en la batalla dels Arapiles (22 de juliol de 1812) i, contrarestant l'ofensiva francesa, avançar al llarg de 1813 fins als Pirineus, derrotant els francesos en les batalles de Vitòria el 21 de juny i San Marcial el 31 d'agost.